# Districte d'Aarau
El districte d'Aarau és un districte de Suïssa, al cantó d'Argòvia que engloba la ciutat d'Aarau al sud del Massís del Jura. El cap del districte és Aarau, té 13 municipis, una superfície de 104,47 km² i 83.873 habitants (cens de 2023).

## Municipis

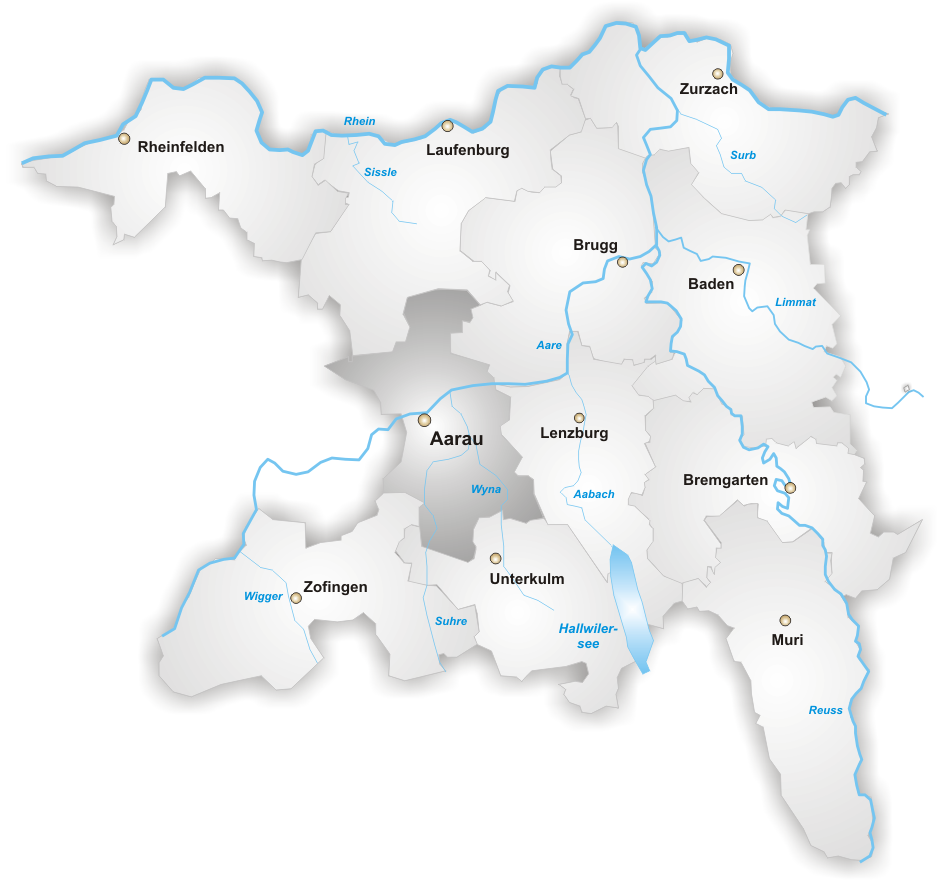
Districte d'Aarau

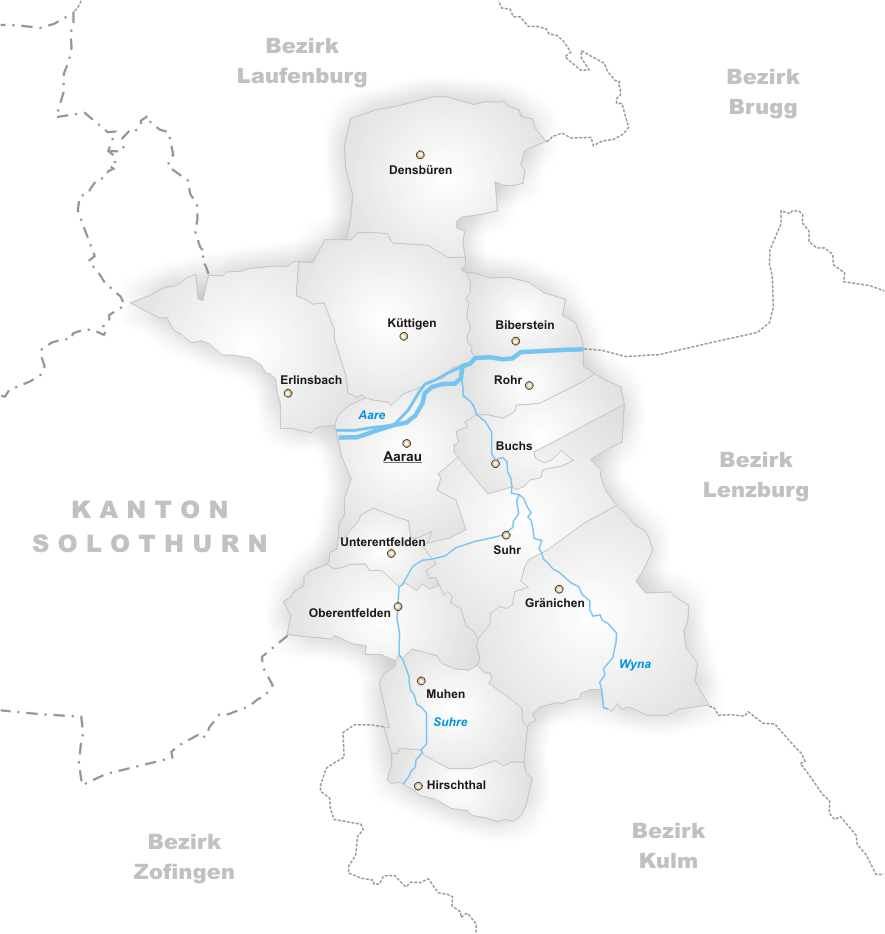
Municipis del districte d'Aarau

| Blason         | Nom de la commune | Habitants (31.12.2009) | Superficie en km² |
| -------------- | ----------------- | ---------------------- | ----------------- |
| Aarau          | Aarau             | 16.040                 | 12,34             |
| Biberstein     | Biberstein        | 1.368                  | 4,10              |
| Buchs          | Buchs             | 6.677                  | 5,36              |
| Densbüren      | Densbüren         | 733                    | 12,52             |
| Erlinsbach     | Erlinsbach        | 3.522                  | 9,87              |
| Gränichen      | Gränichen         | 6.496                  | 17,21             |
| Hirschthal     | Hirschthal        | 1.421                  | 3,53              |
| Küttigen       | Küttigen          | 5.443                  | 11,89             |
| Muhen          | Muhen             | 3.514                  | 7,03              |
| Oberentfelden  | Oberentfelden     | 7.220                  | 7,16              |
| Suhr           | Suhr              | 9.512                  | 10,59             |
| Unterentfelden | Unterentfelden    | 3.899                  | 2,87              |